# 행운동
행운동(幸運洞)은 서울특별시 관악구의 행정동이다.

## 개요
행운동은 ’지역주민들에게 늘 행운과 건강이 함께 하기를 기원한다’는 의미를 지니고 있으며, 낙후된 이미지 탈피와 새로운 행정변화에 대응하기 위하여 주민 의견수렴과 주민자치위원회 의결을 거쳐 채택된 봉천6동의 새로운 동명칭이다. 1975년 10월 1일 봉천3동 일부 및 봉천4동 일부로 봉천6동을 신설하였다. 2008년 9월 1일 봉천6동을 행운동으로 명칭 변경하였다.

## 법정동
- 봉천동

## 아파트
| 단지명             | 건설사   | 시행사                            | 주소                        | 입주       | 비고 |
| ------------------ | -------- | --------------------------------- | --------------------------- | ---------- | ---- |
| 관악 파크 푸르지오 | 대우건설 | 까치산공원 주택재건축정비사업조합 | 관악구 행운10길 21 (봉천동) | 2014년 9월 |      |

## 교육
- 봉천초등학교
- 원당초등학교
- 관악중학교
- 봉원중학교
- 서울미술고등학교